# Preysingsäule

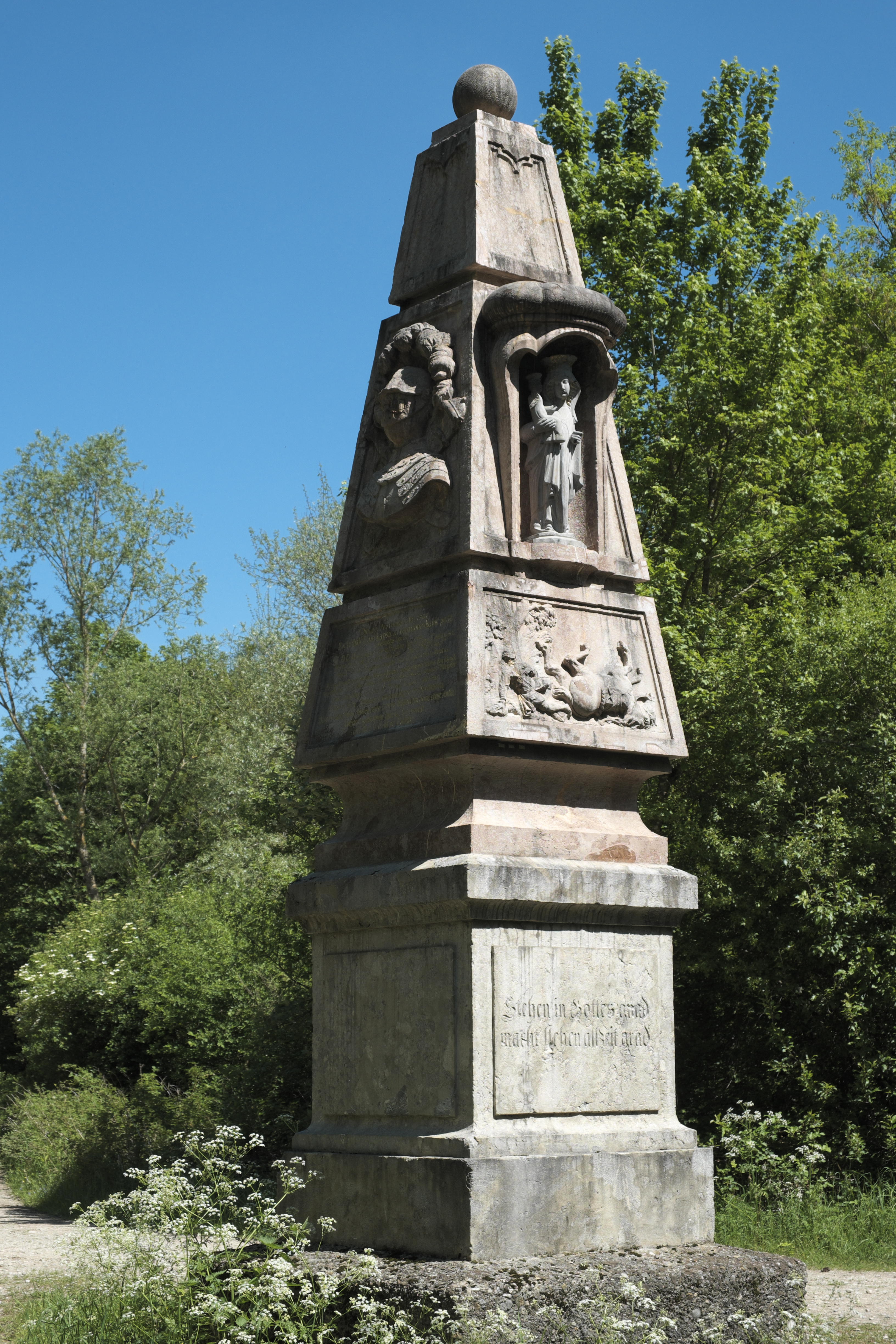
Preysingsäule im Forst Kasten

Die Preysingsäule ist ein Obelisk im Forst Kasten südwestlich von München. Sie wurde 1735 von Kurfürst Karl Albrecht von Bayern aus Dankbarkeit für die Genesung seines Großkanzlers Max Emmanuel von Preysing an der Stelle errichtet, an der Preysing schwer gestürzt war. Das Denkmal steht an der Ecke Preysing Geräumt/Neurieder Gangsteig im südlichen Teil des Waldes, der zum Landschaftsschutzgebiet Forstenrieder Park gehört.

## Geschichte
1735 stürzte Max Emmanuel von Preysing bei einer Parforcejagd im heutigen Forst Kasten vom Pferd und blieb einige Zeit bewusstlos liegen.
Nach der Genesung seines Großkanzlers ließ Kurfürst Karl Albrecht an der Stelle des Unfalls zu Ehren der Muttergottes dieses Denkmal errichten.
Zuletzt wurde das Denkmal 2008 für rund 10.000 Euro saniert und konserviert, wovon die Hauptlast von der Heiliggeistspital-Stiftung getragen wurde.

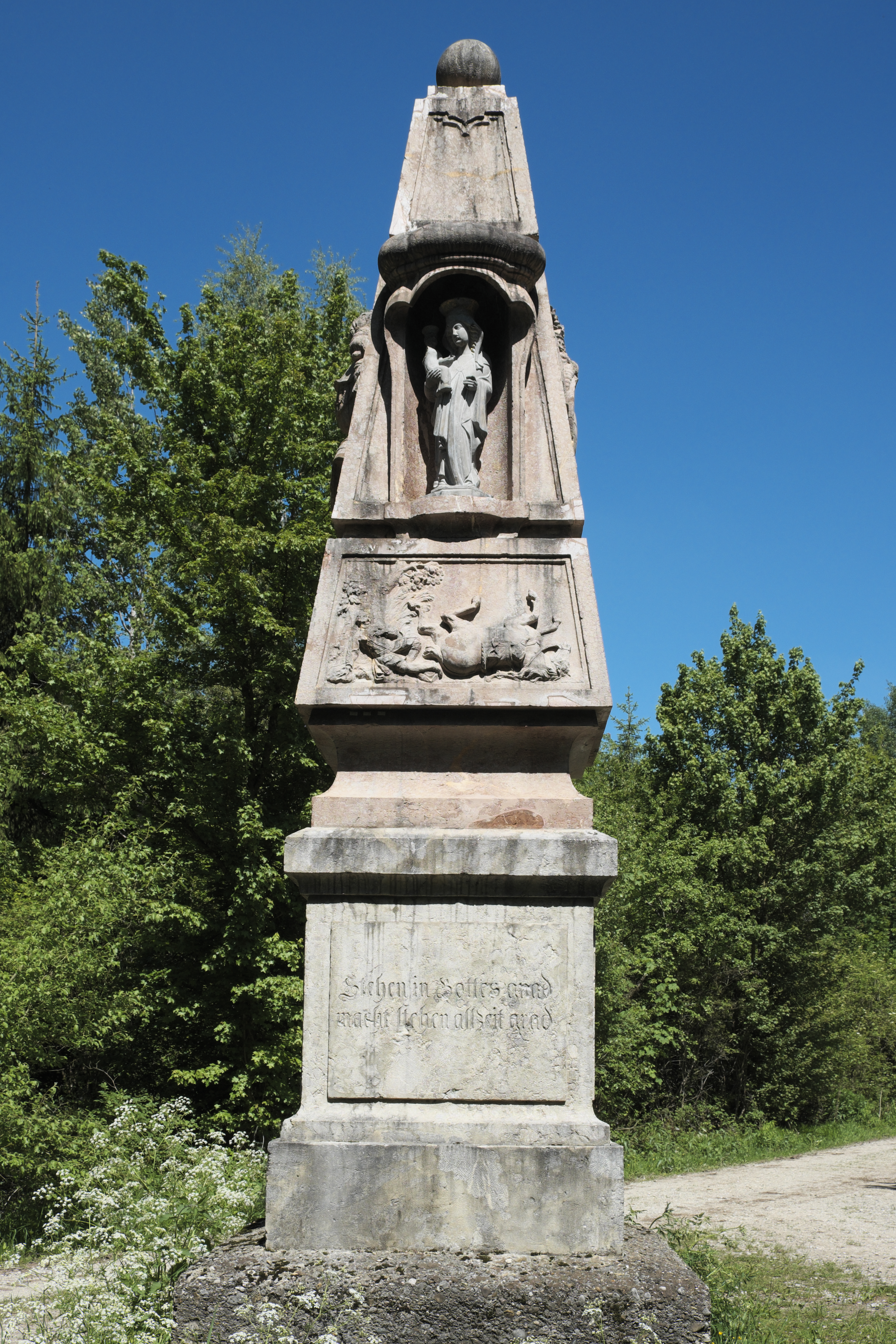
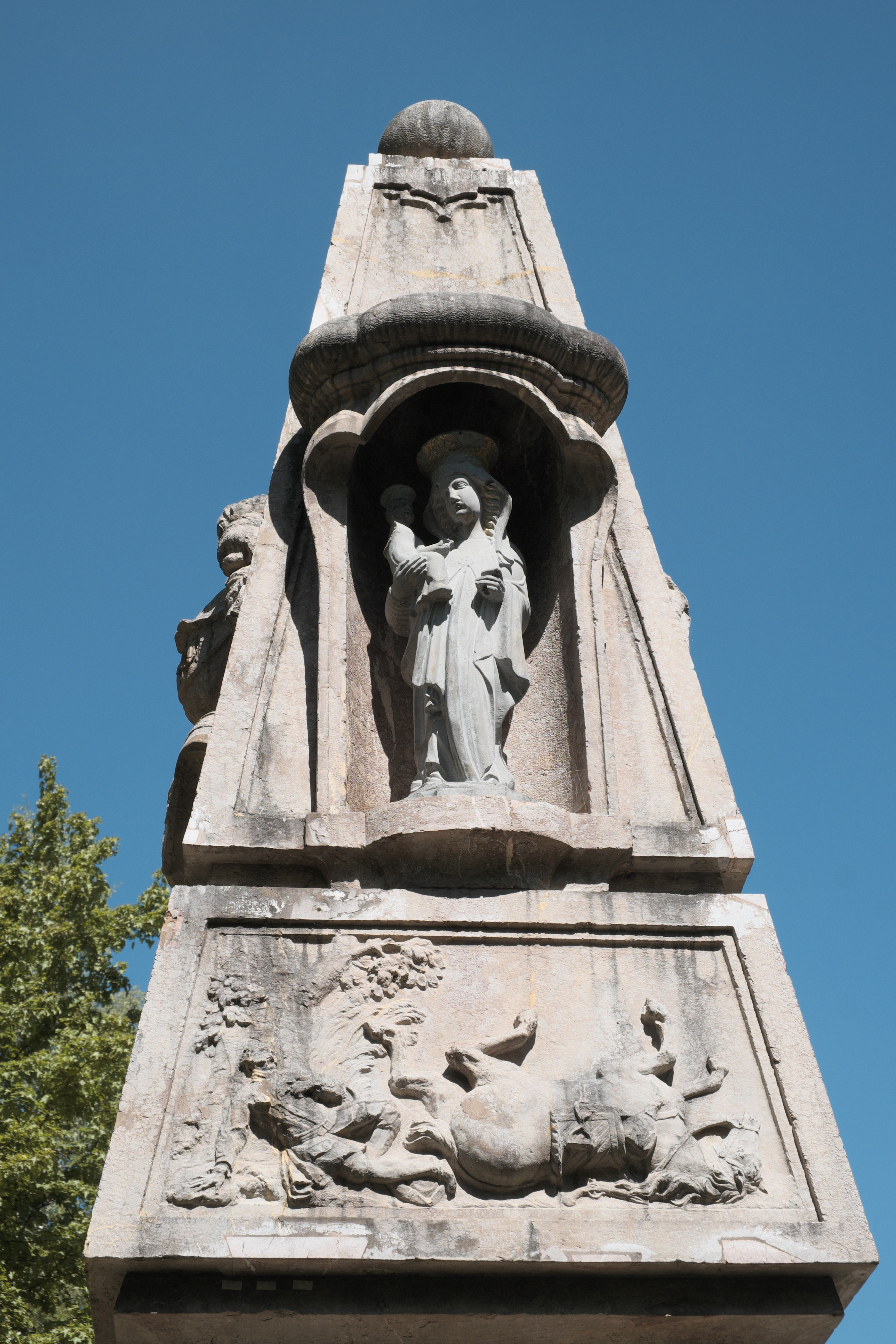
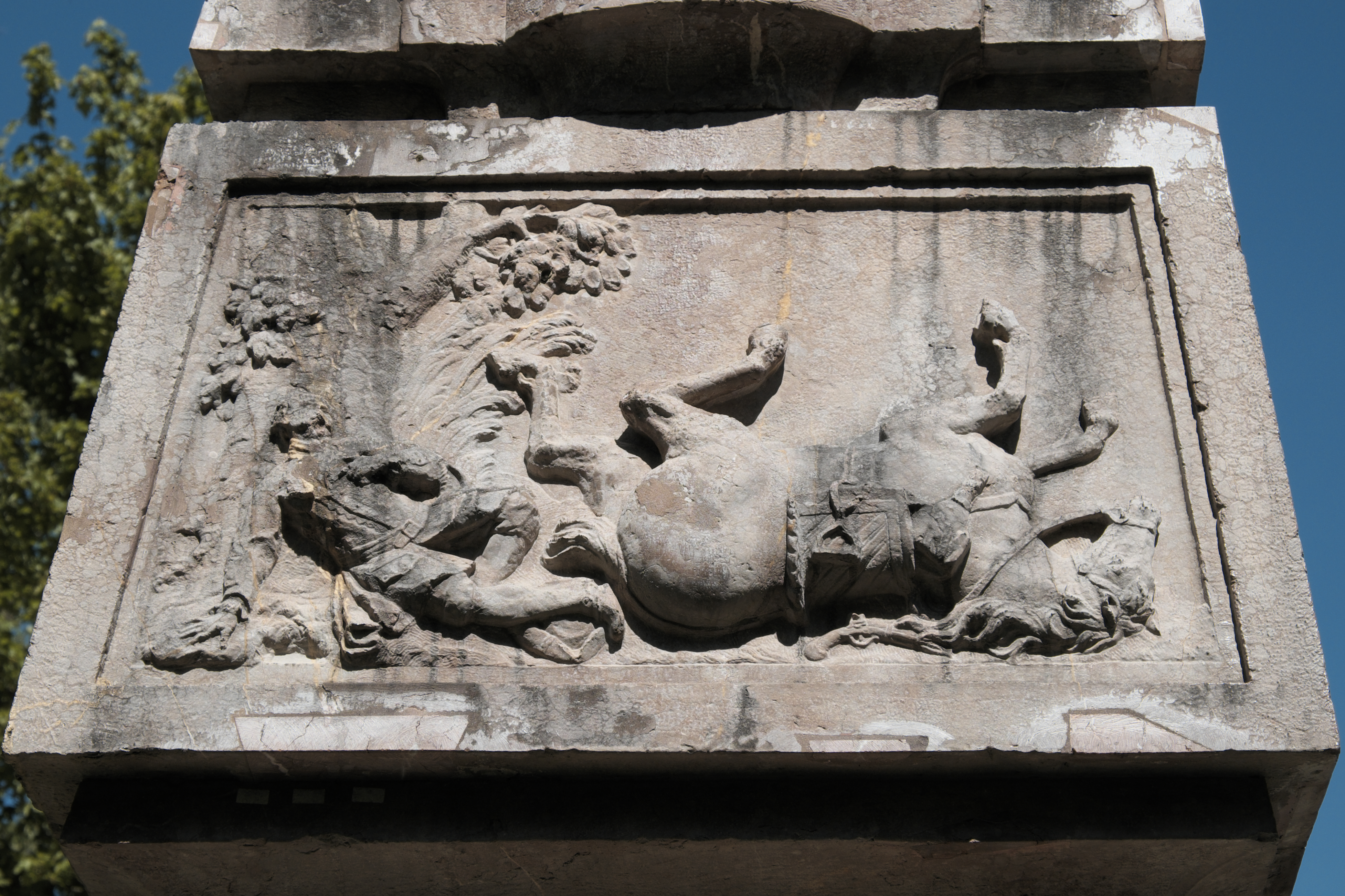

## Inschriften
Südseite des Obelisken
Stehen in Gottes Gnad

macht stehen allzeit grad

Ostseite des Obelisken

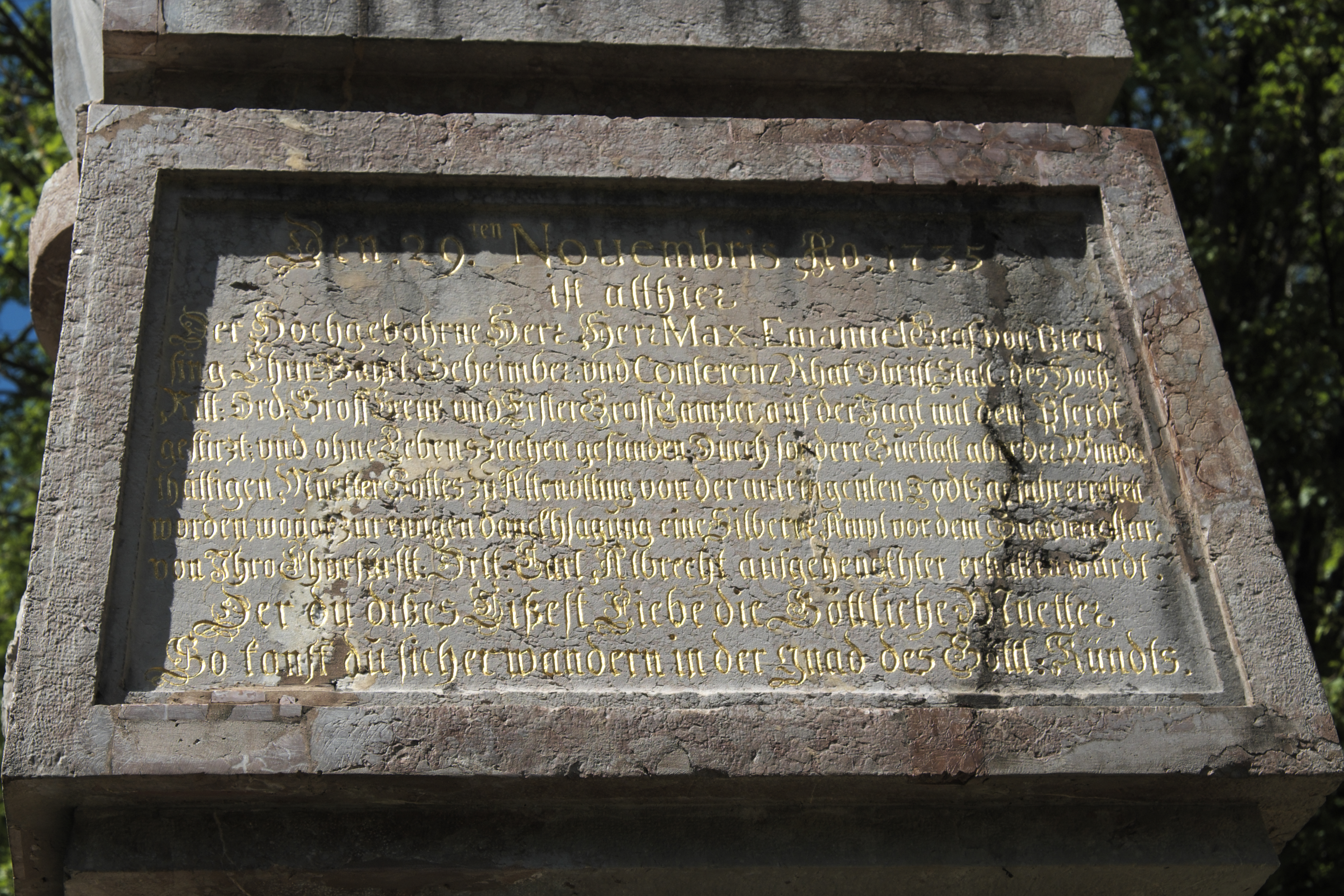

Den 29ten Novembris A(nn)o 1735
 ist allhier
 Der Hochgebohrne Herr Herr Max(imilian) Emanuel Graf von Prey
                                    sing Chur=Bayr(i)s(cher) Geheimber und Conferenz Rhat Obrist Stall(meister) des Hoch:
              Ritt(er) Ord(ens) Grosskreuz und Erster Grosskanzler, auf der Jagt mit dem Pferdt
                          gestirzt und ohne Lebenszeichen gefunden. Durch sondere Guettatt aber der wunda
                    thättigen Muetter Gottes zu Altenoetting von der antringenten Todtsgefahr errettet
                  worden, wovon zur ewigen danksagung eine silberne Ampl vor dem Gnadenaltar
                          von Ihro Churfürstl(ichen) D(u)r(ch)l(auch)t Carl Albrecht aufgehengkhter erhalten würdt.
          Der du dißes lißest Liebe die Göttliche Muetter
                                                    So kanst du sicher wandern in der gnad des Göttl(ichen) Kündts.

Die Frakturschrift des Originals ist in der Abschrift unter Auflösung der mit Punkt und Doppelpunkt angezeigten Abkürzungen in runden Klammern ersetzt, auf das lange s der Vorlage wurde verzichtet.
Nordseite des Obelisken
Über und unterhalb des Reliefs eines aufgeschlagenen Buches über einem Schwert und einer Fackel finden sich die Worte
Religio

Causa Voti

Westseite des Obelisken

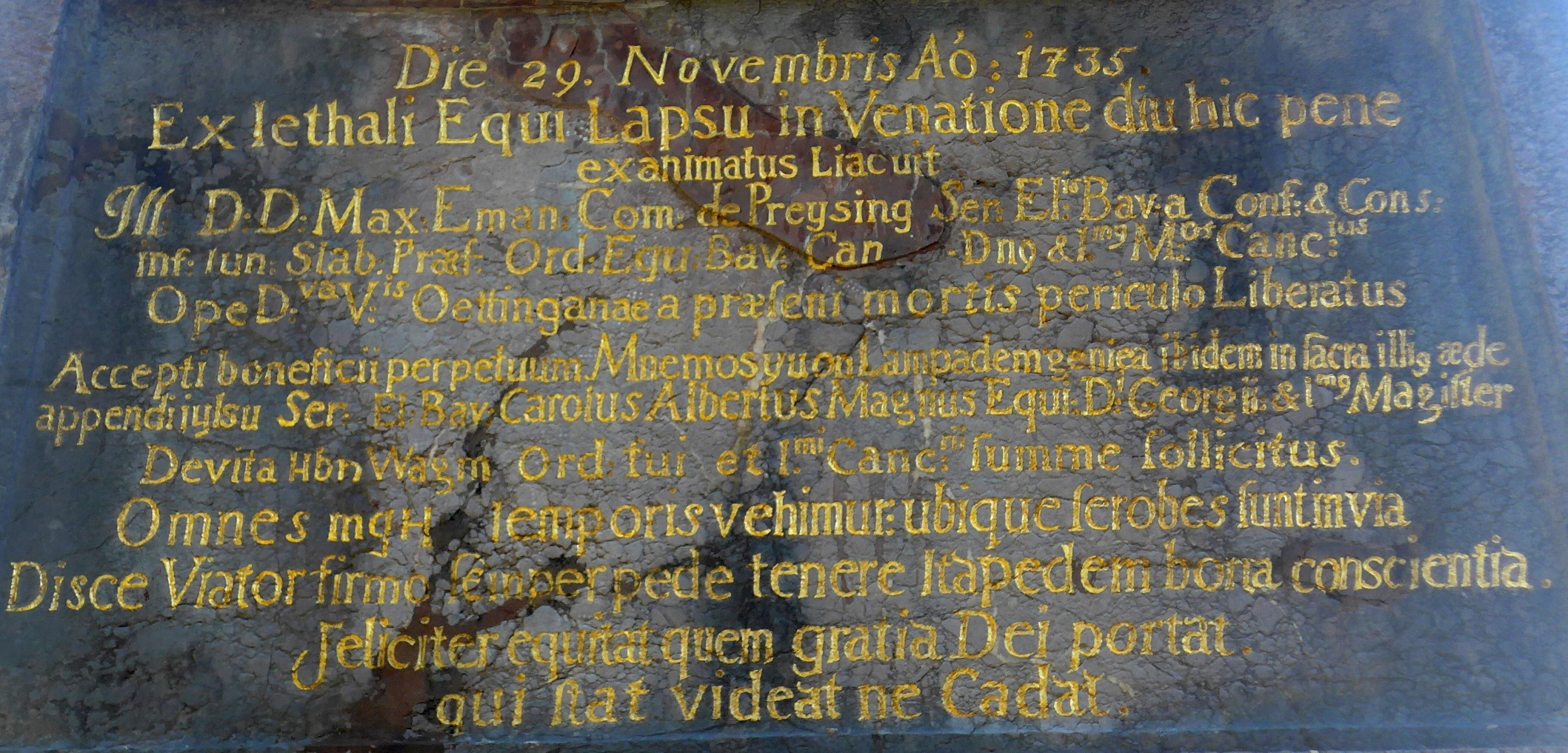

Die lateinische Inschrift wurde bereits 1892 als „infolge Verwitterung des Steines fast gänzlich unleserlich“ bezeichnet. Trotz späterer Sanierungen ist der Text auf dem Stein in manchen Passagen entstellt (wie 4. Zeile: Liacuit, 9. Z: Hbn Wagm, 10. Z: mgH). Die Abschrift bietet die Auflösung von Abkürzungen in runden Klammern und kennzeichnet Emendationen und Konjekturen nicht kursiv.
Die 29. Novembris A(nn)o 1735
Ex lethali Equi Lapsu in Venatione diu hic p(a)ene
Examinatus iacuit
Ill(ustrissimus) D(ominus) D(ominus) Max Eman(uel) Com(es) de Preysing Ser(enissimi) El(ector)is Bav(ariae) a Conf(erentiis) et Con(siliarius) 
int(imus) act(ualis), Stab(uli) Praef(ectus), Ord(inis) Equ(estris) Magnae (?) Crucis (?) D(omi)nus et P(ri)mus M(agn)us Canc(ellar)ius
Ope D(i)vae V(irgin)is Oettinganae a praesenti mortis periculo Liberatus.
 Accepti beneficii perpetuum Mnemosynon Lampad(em) argentea(m) ibidem in sacra illius aede
Appendi iussit Ser(enissimus) El(ector) Bav(ariae) Carolus Albertus Magnus Eque(stris) D(ivi) Georgii et P(ri)mus Magister
De vita Magnae (?) Crucis (?) Ord(inis) sui ac P(ri)mi Canc(ella)rii summe sollicitus. 
Omnes multum temporis vehimur: ubique feroces sunt in via. 
Disce viator firmo semper pede tenere tramitem bona conscientia. 
Qui stat, videat, ne cadat. 

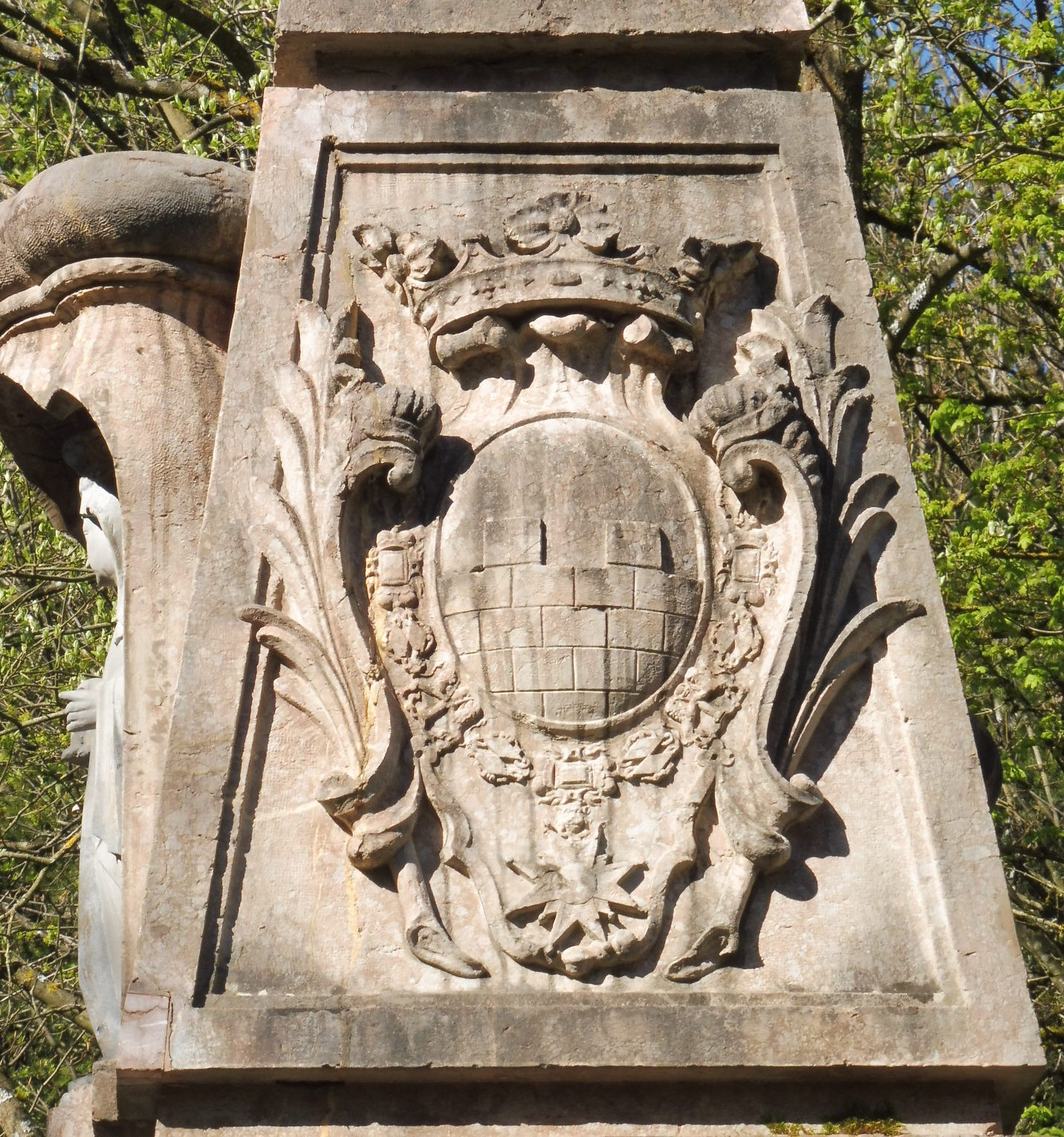
Preysingwappen mit St. Georgs-Kreuz des St. Georgs-Ritterorden (Ostseite)
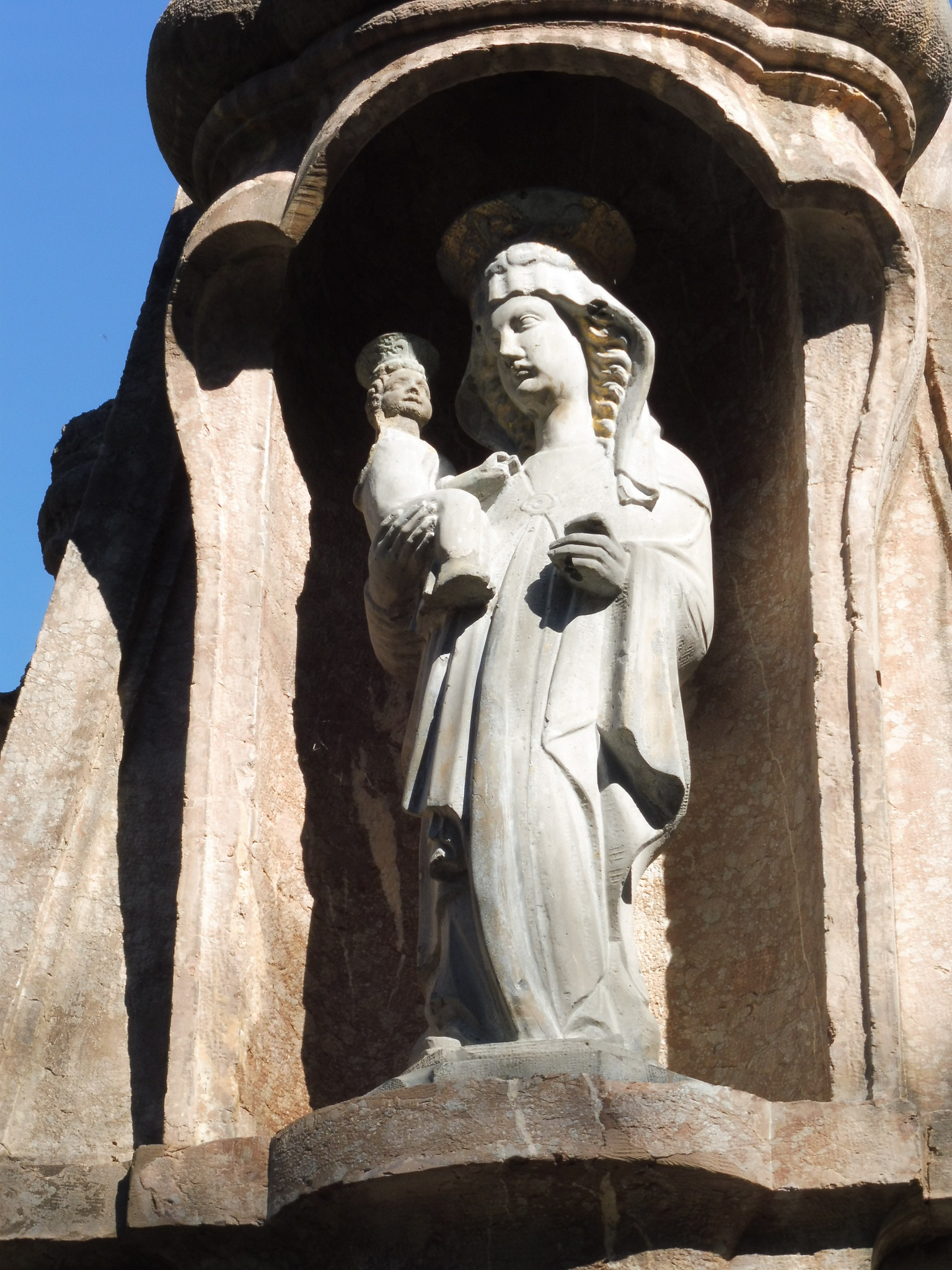
Altöttinger Gnadenbild (Südseite)
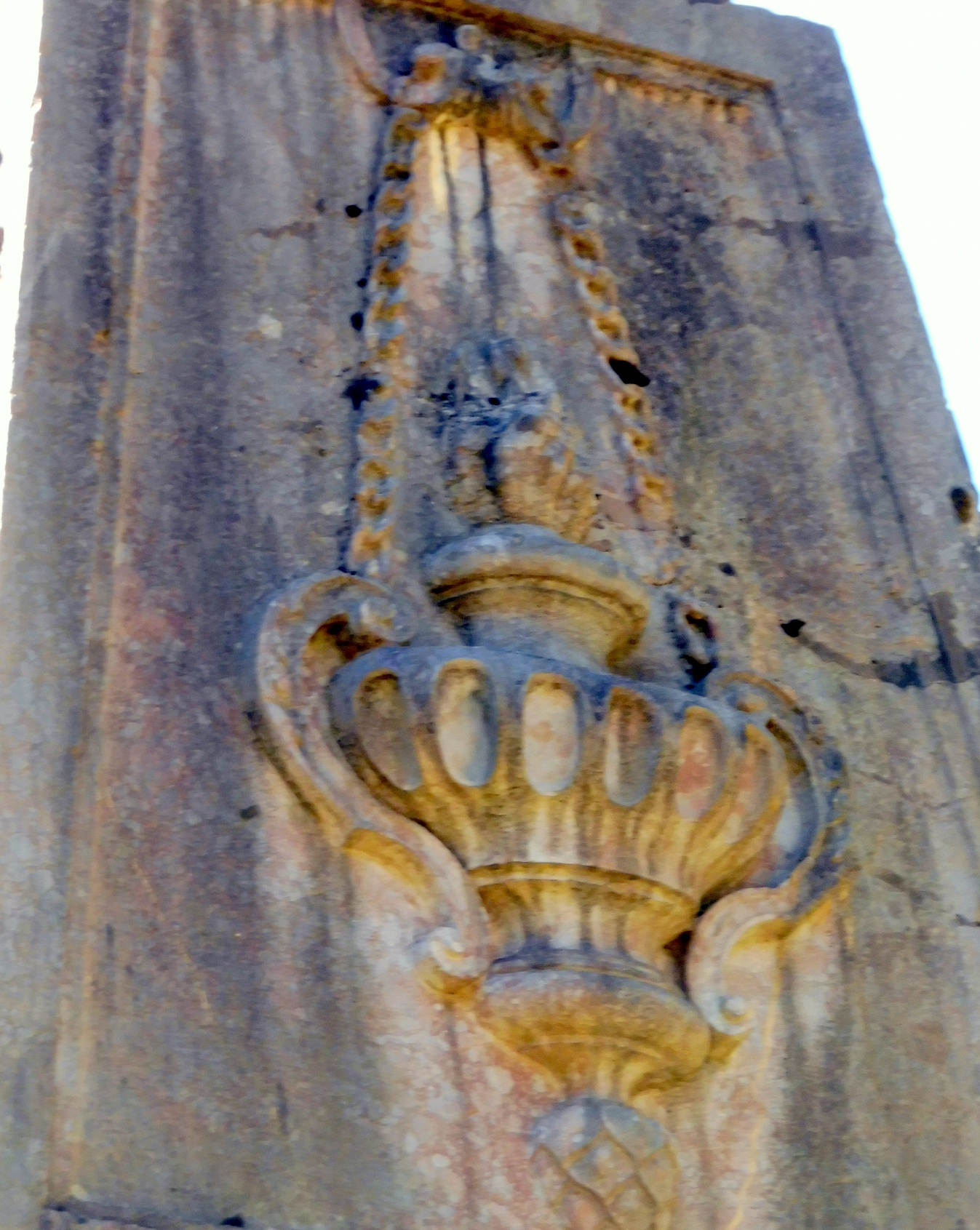
Votivampel für die Altöttinger Gnadenkapelle (Nordseite)

## Frömmigkeitsgeschichtliche Aussage
Sowohl in den Inschriften als auch in der Darstellung des Altöttinger Gnadenbildes kommt zum Ausdruck, dass die Gesundung des lebensgefährlich verletzten Grafen der Hilfe des göttlichen Kinds und der Fürbitte der Gottesmutter zugeschrieben wurde.